# 五纹园蛛
五纹园蛛（学名：Araneus pentagrammica）为园蛛科园蛛属的动物。分布于日本、台湾岛以及中国大陆的江西、湖南、广西、四川、浙江、安徽、福建、贵州等地，主要生活于稻田、果园及树林。该物种的模式产地在日本。